# Cage (Chorwacja)
Cage – wieś w Chorwacji, w żupanii brodzko-posawskiej, w gminie Okučani. W 2011 roku liczyła 426 mieszkańców.